# Kunimoto Takahiro
Kunimoto Takahiro (邦本 宜裕 sinh ngày 8 tháng 10 năm 1997 ở Fukuoka) là một cầu thủ bóng đá Nhật Bản, hiện tại thi đấu cho Gyeongnam FC của K League 1.

## Sự nghiệp thi đấu
Kunimoto gia nhập Avispa Fukuoka năm 2015.

## Thống kê câu lạc bộ
Cập nhật đến ngày 23 tháng 2 năm 2016.
| Thành tích câu lạc bộ | Thành tích câu lạc bộ | Thành tích câu lạc bộ | Giải vô địch | Giải vô địch | Cúp                   | Cúp                   | Cúp Liên đoàn | Cúp Liên đoàn | Tổng cộng | Tổng cộng |
| Mùa giải              | Câu lạc bộ            | Giải vô địch          | Số trận      | Bàn thắng    | Số trận               | Bàn thắng             | Số trận       | Bàn thắng     | Số trận   | Bàn thắng |
| Nhật Bản              | Nhật Bản              | Nhật Bản              | Giải vô địch | Giải vô địch | Cúp Hoàng đế Nhật Bản | Cúp Hoàng đế Nhật Bản | J. League Cup | J. League Cup | Tổng cộng | Tổng cộng |
| --------------------- | --------------------- | --------------------- | ------------ | ------------ | --------------------- | --------------------- | ------------- | ------------- | --------- | --------- |
| 2015                  | Avispa Fukuoka        | J2 League             | 4            | 0            | 0                     | 0                     | –             | –             | 4         | 0         |
| Tổng cộng sự nghiệp   | Tổng cộng sự nghiệp   | Tổng cộng sự nghiệp   | 4            | 0            | 0                     | 0                     | –             | –             | 4         | 0         |